# Thérèse Cornips
Thérèse Marie Sophie Cornips (Amby, 18 december 1926 – Haarlem, 4 maart 2016) was een Nederlandse literair vertaler uit het Duits, Engels en Frans in het Nederlands.

## Biografie
Cornips' naam is onlosmakelijk verbonden met haar levenswerk, de vertaling van de belangrijkste roman van Marcel Proust naar het Nederlands.

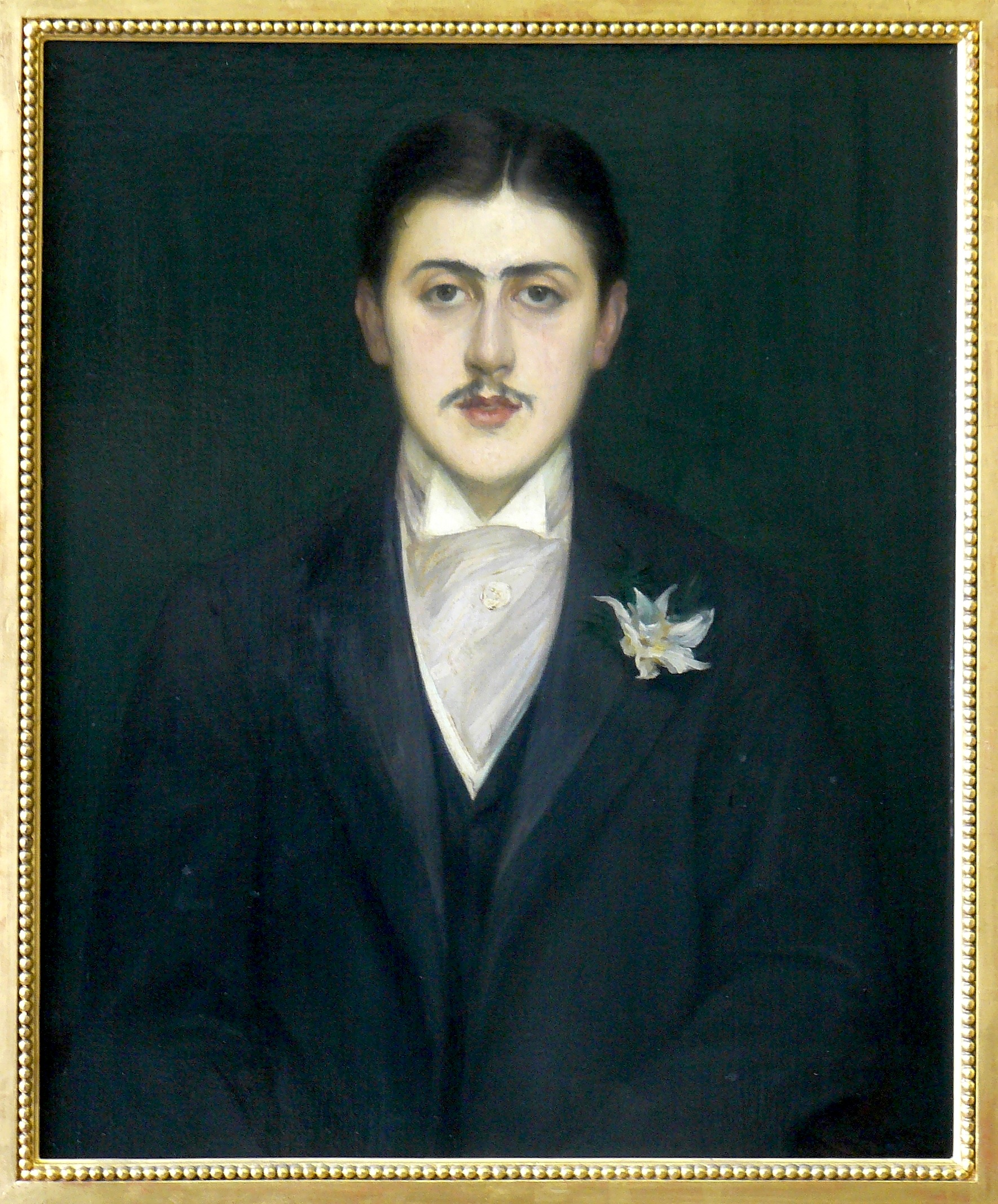
Marcel Proust 1892 door Jacques-Émile Blanche.

Cornips studeerde psychologie in Amsterdam. Ze werkte onder meer als beeldend kunstenaar (kunstschilderen, tekenen en boetseren), maar wijdde zich na haar echtscheiding van Chris J. van Geel vanaf 1962 aan het vertalen van Duitse, Engelse en Franse literatuur. Ze vertaalde proza van onder anderen Goethe, Hesse, Capote, Le Clézio en Renard, poëzie van Emily Dickinson en Gerrit Kouwenaar en toneelwerk van Marguerite Duras en Bernard-Marie Koltès.
Sinds halverwege de jaren 1970 werkte Cornips aan de integrale vertaling van Marcel Prousts monumentale romancyclus À la recherche du temps perdu van ruim 1,3 miljoen woorden. Vanwege de schamele honorering werd zij bij die onderneming aanvankelijk een tijdlang (acht maanden) gesubsidieerd door schrijver Maarten 't Hart, à raison van vijfhonderd gulden per maand. Van het Fonds voor de Letteren ontving ze vooreerst een toelage, later een werkbeurs en vanaf 1992 een jaarlijks eregeld, bedoeld voor ‘oudere schrijvers en vertalers met grote literaire verdiensten'.
Ter gelegenheid van de zesenzestigste verjaardag van Thérèse Cornips werd in 1993 in Amsterdam een tentoonstelling ingericht onder de titel Landschap met vriendin, met beeldend werk van bevriende kunstenaars, onder wie Hermanus Berserik, Dick Snijders en Nicolaas Wijnberg. Aan het onder de gelijknamige titel uitgegeven boek werkten mee de schrijvers Anneke Brassinga, Elisabeth Eybers, L.Th. Lehmann, Ed Leeflang, J.J. Peereboom, Ethel Portnoy, Jan de Rooy en A.L. Snijders.
In 2009 verscheen Cornips' hervertaling van deel I van Op zoek naar de verloren tijd, getiteld De kant van Swann. Sindsdien werkte zij aan de hervertaling van À l’ombre des jeunes filles en fleurs, het enige nog niet door haar vertaalde deel van Prousts roman. In de vertaling van C.N. Lijsen luidde de titel van dat deel In de schaduw van de bloeiende meisjes; in de herziene versie van Cornips zou die titel worden: Het lommer van meisjes in bloei, die echter niet gepubliceerd werd.
Voor haar vertaling van Prousts romancyclus werd Cornips in 1999 bekroond met de Martinus Nijhoffprijs. In 1982 werd zij al benoemd tot 'Chevalier de l'Ordre des Palmes académiques'.
Na haar overlijden werd haar Proust-bibliotheek geschonken aan het Europäisches Übersetzer Kollegium in Straelen. Haar vermogen werd in maart 2019 ondergebracht bij de Stichting Auteursprijzen in het 'Fonds op naam-Thérèse Cornips', dat zich ten doel stelt literair vertalers en schrijvers te steunen met stipendia.
Bij haar vertalingen stelde Cornips zich ten doel de lezer een inkijk te verschaffen in het wezen van de brontaal, het Frans, terwijl latere vertalers vaak een aanpak verdedigen die uitgaat van de sterkte van de doeltaal, het Nederlands.

### Privé
Zij was vanaf 2003 tot zijn overlijden getrouwd met de archeoloog prof. drs. Herman Hendrik (Carlos) van Regteren Altena (1927-2014). Eerder was ze gehuwd met kunstenaar Klaus Grünewald in Gros-Chêne en de kunstenaar/dichter Chris J. van Geel (1917-1974) in Groet. Laatstgenoemde publiceerde in 1958 zijn debuutdichtbundel Spinroc en andere verzen, waarin 'Spinroc' een omkering van haar achternaam is. Ze was zijn 'tuttelaar', degene die advies en commentaar gaf op zijn gedichten en brieven schreef naar de uitgever.

### Vertalingen
- Uwe Johnson, Het derde boek over Achim. Roman, 1963 (Dt: Das dritte Buch über Achim. Roman, 1961)
- Kurt Baschwitz, Heksen en heksenprocessen : de geschiedenis van een massawaan en zijn bestrijding, 1964 (Dt.: Hexen und Hexenprozesse, 1963)
- Jean-Marie Gustave Le Clézio, Het proces-verbaal, 1964 (Fr.: Le procès-verbal, 1963)
- Truman Capote, In koelen bloede. Het ware verhaal van een meervoudige moord en zijn gevolgen, 1966/1985 (En.: In Cold Blood. A True Account of a Multiple Murder and Its Consequences, 1965)
- Violette Leduc, De bastaard. Een relaas, 1966 (Fr.: La bâtarde, 1964)
- Kobo Abe, De vrouw in het zand : roman, 1969 (En.: The woman in the dunes, naar de oorspr. Japanse uitgave, Suna no Onna, 1964)
- Jules Renard, Peenhaar : verhalen, 1969 (Fr.: Poile de carotte, 1894)
- Jakov Lind, Stap voor stap. Een autobiografie, 1970 (En.: Counting My Steps. An autobiography, 1969)
- Grandville/P.-J. Stahl, Beelden uit het persoonlijke en openbare leven der dieren. Beschouwingen over hedendaagse zeden. 1970 (Fr.: Scènes de la vie privée et publique des animaux. Études de mœurs contemporaines, 1842)
- Monique Wittig, Vrouwenguerilla, 1973 (Fr.: Les Guérillères, 1969)
- Hermann Hesse, Rosshalde, roman, 1973 (Dt.: Rosshalde, 1914)
- Jakov Lind, Trip naar Jeruzalem., 1973 (En.: Trip to Jeruzalem, 1972)
- Arthur Koestler, Reisjes van plezier. Een tragikomedie met proloog en epiloog, 1973 (En.:  The Call-Girls. A Tragicomedy with a Prologue and Epilogue, 1972)
- Johann Wolfgang Goethe, Het lijden van de jonge Werther, 1975 (Dt.: Die Leiden des jungen Werther, 1787)
- Gabriele Wohmann, De spoken van Wanda Lord (hoorspel) KRO, 1980 (Dt.: Wanda Lords Gespenster, 1978)
- Bernard-Marie Koltès, Terug in de woestijn 1988 (Fr.: Le Retour au désert, 1988)
- Bernard-Marie Koltès, Roberto Zucco 1991 (Fr.: Roberto Zucco, suivi de Tabataba, 1990)
- Marcel Proust, Plaatsnamen: de naam. Op zoek naar de verloren tijd, I. De kant van Swann, dl. 3, 1976 (Fr.: Noms de pays: le nom. À la recherche du temps perdu. Du côté de chez Swann, 3, 1913)
- Marcel Proust, Plaatsnamen: de plaats (vervolg). Op zoek naar de verloren tijd, II. In de schaduw van de bloeiende meisjes, 1978 (Fr.: Noms de pays: le pays. À la recherche du temps perdu. À l'ombre des jeunes filles en fleurs, 3, 1918)
- Marcel Proust, De kant van Guermantes, dl. 1 + 2. Op zoek naar de verloren tijd, III, 1980, 1983. (Fr.: Le côté de Guermantes, 1 + 2. À la recherche du temps perdu, 1920-1921)

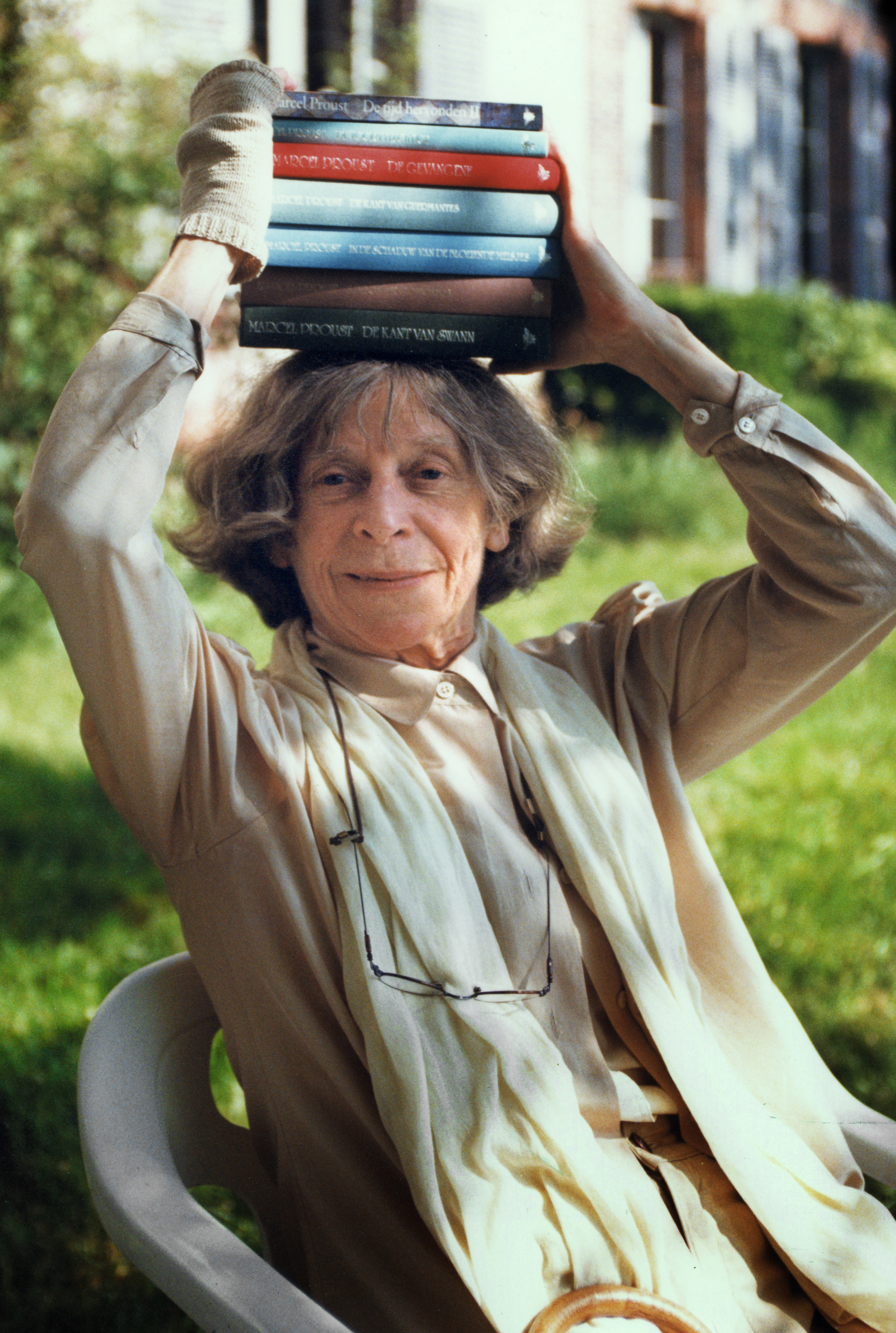
Thérèse Cornips met haar Proust-vertalingen op haar hoofd (ca.2001 in Illiers-Combray).

- Marcel Proust, Sodom en Gomorra, dl. 1 + 2. Op zoek naar de verloren tijd, IV, 1985, 1989, 1991 (Fr.: Sodome et Gomorrhe, 1 + 2. À la recherche du temps perdu, 1921-1922)
- Marcel Proust, De gevangene. Op zoek naar de verloren tijd, V. 1991, 1993 (Fr.: La prisonnière. A la recherche du temps perdu, 1923)
- Marcel Proust, De voortvluchtige. Op zoek naar de verloren tijd, VI, 1995 (Fr.: La fugitive. À la recherche du temps perdu, 1925).
- Marcel Proust, De tijd hervonden, dl. 1 + 2. Op zoek naar de verloren tijd, VII, 1997, 1999 (Fr.: Le temps retrouvé, 1 + 2. À la recherche du temps perdu, 1927).
- Marcel Proust, De kant van Swann, 2009. Ingeleid en geannoteerd door Ieme van der Poel en Ton Hoenselaars. Bevat: 1. Combray, 2. Een liefde van Swann, en 3. Plaatsnamen: de naam. 11e, herziene druk (Fr.: Du côté de chez Swann. À la recherche du temps perdu, I, 1913)

#### Interviews
- In het Limburgsch Dagblad in 1972 interview door Leo Herberghs in haar huis te Remersdaal onder titel Vertalen in stilte met tekeningen van Karel Gerrits.
- Autobiografisch artikel van Thérèse Cornips in 'Hollands Dagboek' van NRC Handelsblad op 26 februari 1977.
- In maart 1978 werd Cornips door Theo Uittenbogaard geportretteerd in de tweede editie van het VPRO-programma Het Gat van Nederland onder de titel Op zoek naar Marcel Proust
- Henk van Renssen interviewde haar in haar woning in Amsterdam in De Pijp voor De Volkskrant van 23 juli 1999 met als titel: Gevecht met dubbele bodems.
- In 1999 werd Cornips geïnterviewd door Hanneke Groenteman in het VPRO programma De Plantage.
- Interview door Robert Dulmers in haar huis te Renouprez in het Land van Herve in de De Groene Amsterdammer van 29 september 1999 onder de titel Steken in je hart. (De eeuw van Thérèse Cornips).
- Op 3 maart 2010 in haar pied à terre in Haarlem een interview door R. Bindels en B. van Melick voor het gratis maandblad 'Zuiderlucht' onder de titel Thérèse Cornips: mijn leven met Proust.